# 佐賀少年刑務所
佐賀少年刑務所（さがしょうねんけいむしょ）は、法務省の福岡矯正管区に属する刑務所。全国6箇所の少年刑務所のひとつである。

## 所在地
- 佐賀県佐賀市新生町2-1
  - JR九州長崎本線佐賀駅から佐賀市営バス18・24・27のいずれかの系統に乗車し、「長瀬町」で下車、徒歩5分。
  - さが法務少年支援センター（佐賀少年鑑別所）も隣接する。

## 収容分類級
- 本刑務所の収容分類級は以下の通り。
  - JA
  - YA
  - A
- 初犯の少年・若年男子を収容する少年刑務所である。

## 収容定員
- 734人

## 組織
- 所長の下に2部1課を持つ3部課制である。
  - 総務部（庶務課、会計課、用度課）
  - 処遇部（処遇担当、企画担当）
  - 医務課

## 職業訓練
職業訓練のうち、総合訓練を行う総合訓練施設（全国に8施設。福岡矯正管区内〈九州，沖縄地区〉唯一）の一つに指定されており、総合訓練として、溶接科（期間：1年・アーク溶接技術検定、ガス溶接技能講習など）、配管科、建築科（期間：1年　労働職業能力開発局長の履修証明書）、左官科（期間：1年　労働職業能力開発局長の履修証明書）、理容科（期間：2年・理容師免許）電気工事科（期間：1年・第2種電気工事士免状、消防設備士免許など）、ビル設備管理科、
情報処理科（期間：6月・基本情報技術者試験）、数値制御機械科（期間：6月）、CAD技術科、ビルハウスクリーニング科の11種目を実施している。
本所は修了証書の発行など必要があれば天山技能訓練所の名称を用いることができる。

## 著名な受刑者
- スーパークレイジー君-元宮崎市議会議員

## 特記事項
- 刑務作業では、印刷・木工・墓石・紙製品加工・プラスチック製品加工などを実施。